# Pseudomimetis
Pseudomimetis is een geslacht van vlinders van de familie spanners (Geometridae), uit de onderfamilie Larentiinae.

## Soorten
- P. picta Warren, 1901
- P. sylvatica Turner, 1922
- P. vailima Prout, 1958